# Terremoto del Molise del 2002
Il terremoto del Molise del 2002 è stato un sisma verificatosi tra il 31 ottobre e il 2 novembre 2002, con epicentro situato in provincia di Campobasso tra i comuni di San Giuliano di Puglia, Colletorto, Santa Croce di Magliano, Bonefro, Castellino del Biferno, Ripabottoni e Provvidenti.
La scossa più violenta, alle 11:32 del 31 ottobre, ha avuto una magnitudo di 5,7 gradi della magnitudo momento, con effetti corrispondenti all'VIII-IX grado della scala Mercalli. Durante il terremoto crollò una scuola a San Giuliano di Puglia: morirono 27 bambini e una maestra. Le indagini giudiziarie, portate a compimento dal procuratore della Repubblica presso il tribunale di Larino, Nicola Magrone, e sfociate in un processo, hanno stabilito che il crollo della scuola era stato determinato da responsabilità umane: costruttori, progettisti, tecnico comunale e sindaco dell'epoca sono stati definitivamente condannati dalla corte di cassazione il 28 gennaio 2010.
Altre due persone morirono in circostanze diverse in occasione del terremoto. Circa 100 furono i feriti e 3.000 gli sfollati in provincia di Campobasso. Anche nella provincia di Foggia ci furono numerosi sfollati e una decina di comuni riportarono danni di rilievo a edifici storici e abitazioni.

## Prima scossa
Nella notte tra il 30 e il 31 ottobre erano già state avvertite tre scosse di terremoto, la prima alle ore 01:25 (di magnitudo 3,2, con epicentro a San Giuliano di Puglia), seguita da una replica di minore intensità (magnitudo 2,6 con epicentro a Bonefro), e l'ultima alle ore 3:27 (magnitudo 3,5 della scala Richter, sempre con epicentro a Bonefro, IV-V grado della scala Mercalli). Alle 07:15 una nuova scossa venne registrata nel territorio di Colletorto con una magnitudo di 2,9
La scossa più forte si ebbe alle ore 11:32 di giovedì 31 ottobre 2002 nella zona del basso Molise, situata a nord-est della provincia di Campobasso e compresa tra i Monti Frentani e la valle del Fortore: ebbe una durata di 60 secondi e fu avvertita distintamente nell'intero Molise, in Capitanata, in provincia di Chieti, e venne percepita fino nelle Marche, a Pescara, Roma, Napoli, Bari, Benevento, Matera, Brindisi, Potenza, Salerno e Taranto.
A San Giuliano di Puglia, comune vicino all'epicentro (localizzato a Bonefro con un ipocentro a 10 chilometri di profondità), durante la scossa il solaio di copertura di parte dell'edificio scolastico "Francesco Jovine" che comprendeva scuola materna, elementare e media crollò sulla parte sottostante: sotto le macerie rimasero intrappolati 58 bambini, 8 insegnanti e 2 bidelli.

## Seconda scossa e repliche

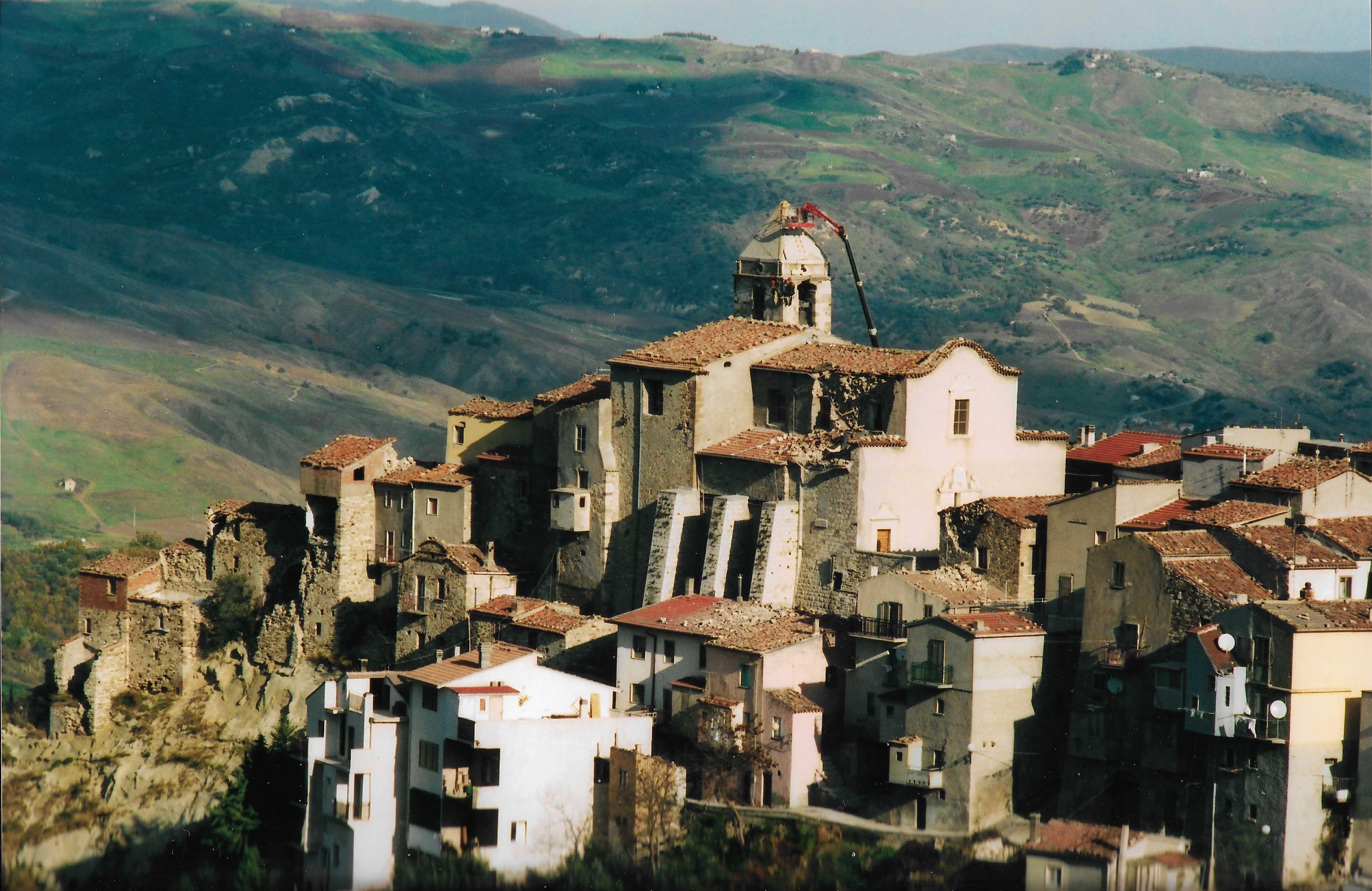
Foto che testimonia i danni riportati dalla chiesa madre di San Pietro in Vincoli (Castellino del Biferno), durante la seconda scossa del 1º novembre 2002 e l'intervento di rimozione delle campane.

Durante la stessa giornata si ebbero altre due scosse: la più forte dopo quella delle undici, con una magnitudo di 3,7 è stata registrata nel comune di Ripabottoni (V grado della scala Mercalli) alle ore 14:03, qualche ora dopo, esattamente alle 17:56, una scossa di 3,7 colpì il territorio di Bonefro. La terra continuò a tremare anche nella mattinata del giorno successivo.
Alle 16:02 del 1º novembre si verificò una seconda forte scossa (magnitudo momento 5,7, VIII grado della scala Mercalli), con epicentro a Ripabottoni, anch'essa della durata di circa 60 secondi e avvertita in tutta l'Italia centrale e meridionale. Seguì una seconda scossa meno intensa (magnitudo 4,1 con epicentro a Casacalenda). Le nuove scosse provocarono il crollo di altri edifici, già danneggiati dal sisma del giorno precedente, tra i quali un campanile a Castellino del Biferno. Il viadotto della Trignina riportò seri danni. Furono evacuati diversi edifici pubblici ed ospedali, tra i quali il palazzetto dello sport di San Giuliano, dove era stata allestita la camera ardente per le vittime, e la prefettura di Campobasso, dalla quale venivano coordinate le operazioni di soccorso.
Una terza scossa (magnitudo 4,2 della scala Richter, VI grado della scala Mercalli) si verificò alle 18:21, provocando danni alle abitazioni in particolare in alcuni comuni abruzzesi.
| DATA       | ORA   | MAGNITUDO MOMENTO | EPICENTRO           | IPOCENTRO |
| ---------- | ----- | ----------------- | ------------------- | --------- |
| 31/10/2002 | 03:27 | 3,5               | Bonefro             | 4 km      |
| 31/10/2002 | 11:32 | 5,7               | Bonefro             | 10 km     |
| 31/10/2002 | 12:56 | 3,5               | Bonefro             | 10 km     |
| 31/10/2002 | 14:03 | 3,7               | Ripabottoni         | 10 km     |
| 31/10/2002 | 17:56 | 3,7               | Bonefro             | 10 km     |
| 31/10/2002 | 23:56 | 3,5               | Bonefro             | 10 km     |
| 01/11/2002 | 10:27 | 3,5               | Sant'Elia a Pianisi | 10 km     |
| 01/11/2002 | 16:09 | 5.7               | Ripabottoni         | 10 km     |
| 01/11/2002 | 16:19 | 4,1               | Casacalenda         | 10 km     |
| 01/11/2002 | 17:28 | 3,6               | Ripabottoni         | 10 km     |
| 01/11/2002 | 18:21 | 4,2               | Casacalenda         | 10 km     |
| 01/11/2002 | 23:44 | 3,7               | Casacalenda         | 10 km     |
| 02/11/2002 | 03:37 | 3,8               | Provvidenti         | 10 km     |
| 02/11/2002 | 07:21 | 3,8               | Ripabottoni         | 10 km     |
| 02/11/2002 | 18:20 | 3,5               | Provvidenti         | 10 km     |
| 03/11/2002 | 00:27 | 3,9               | Bonefro             | 10 km     |
| 03/11/2002 | 00:59 | 3,7               | Bonefro             | 10 km     |
| 04/11/2002 | 01:35 | 4,2               | Provvidenti         | 10 km     |
| 04/11/2002 | 04:26 | 4,1               | Provvidenti         | 10 km     |
| 04/11/2002 | 04:49 | 3,5               | Casacalenda         | 10 km     |
| 06/11/2002 | 00:10 | 3,7               | Bonefro             | 10 km     |
| 12/11/2002 | 10:27 | 4,2               | Ripabottoni         | 10 km     |
| 02/12/2002 | 21:52 | 3,8               | Ripabottoni         | 10 km     |
| 27/01/2003 | 05:03 | 3,5               | Morrone del Sannio  | 5 km      |
| 19/02/2003 | 06:52 | 3,6               | Campolieto          | 5 km      |
| 02/05/2003 | 05:53 | 3,8               | Campolieto          | 6 km      |
| 01/06/2003 | 17:45 | 4,1               | Ripabottoni         | 12 km     |

## Soccorsi e numero delle vittime
I soccorsi furono inizialmente prestati da volontari del posto, e quindi dal Corpo Forestale dello Stato, dai vigili del fuoco, giunti da tutta la regione e dalle regioni limitrofe. Ad essi si aggiunsero i volontari delle Misericordie, della Croce Rossa Italiana, i militari e scout dell'Agesci, del CNGEI e dell'Assoraider, per portare assistenza alle popolazioni vittime del sisma. Giunsero anche fondi e mezzi meccanici per agevolare le ricerche dei sopravvissuti tra le macerie, ma le operazioni di soccorso furono ostacolate dal ripetersi di altre scosse.

### La scuola di San Giuliano di Puglia
In occasione del sisma crollò l'intero edificio che ospitava la scuola elementare Francesco Jovine di San Giuliano di Puglia, in via Giovanni XXIII. In quel momento nell'Istituto c'erano otto insegnanti, due bidelli e 58 bambini.
Per tutto il giorno continuarono a scavare Vigili del Fuoco, volontari della Protezione Civile e persone del posto anche a mano, a causa della difficoltà, ovvia, di adoperare mezzi meccanici. Ancora la sera furono estratte persone vive dalle macerie. La mattina seguente i Vigili del Fuoco comunicarono di non sentire più voci provenire da sotto le macerie. Sotto la scuola "Francesco Jovine" si registrò il tributo di vite umane più pesante: 27 bambini (frequentanti la scuola elementare) e un'insegnante. Il ventisettesimo bambino morì all'ospedale Bambin Gesù di Roma il 2 dicembre 2002. I bimbi più piccoli che persero la vita erano nati nel 1996: da allora San Giuliano di Puglia non ha dunque più la leva del 1996. Diverse vittime si erano riparate sotto i banchi al momento del sisma, ma morirono. Un giovane alunno si salvò avendo puntato d'istinto una finestra e uscendone pochi secondi prima del crollo. La scuola elementare fu l'unico edificio a crollare del tutto a San Giuliano di Puglia. Altre due donne rimasero vittime della caduta di detriti e calcinacci.
La tragedia fu così pesante che seguirono subito le polemiche: si cominciò a parlare della cattiva qualità della costruzione, tra l'altro ristrutturata ed ampliata da poco. Vennero così avviate indagini per determinare le responsabilità del crollo: le indagini stabilirono che, nonostante la scuola avesse subito rimaneggiamenti e persino una sopraelevazione, bambini e maestre vi erano stati fatti entrare senza neppure un collaudo. Il procuratore Magrone nella sua requisitoria nell'aula del processo di primo grado sottolineò che la vicenda della scuola di San Giuliano rappresenta l'Italia peggiore, «quella delle violazioni, del sistematico calpestamento delle leggi e delle normative». «Se è vero - disse - che il sisma del 31 ottobre 2002 fu l'evento scatenante della tragedia, è anche vero che, se le norme fossero state rispettate quando si decise di sopraelevare l'istituto scolastico, quella scossa da sola non sarebbe bastata a far crollare l'edificio, e prova ne sia che nel resto del paese ci furono crolli e danni anche gravi a case e palazzine, ma nessun edificio implose come la scuola, fino a polverizzarsi». Mancanza dei calcoli necessari, mancanza dei collaudi, mancato rispetto delle norme e mancato adeguamento alla riclassificazione sismica del 1998: queste, secondo l'accusa, furono le vere cause della morte dei bambini e della loro maestra.
Il 13 luglio 2007, nonostante la mole di elementi portati dall'accusa nell'aula di udienza, i sei imputati nel processo per le morti conseguite a quel crollo - costruttori, progettista, tecnico comunale e sindaco - furono assolti in primo grado dal giudice monocratico Laura D'Arcangelo. Il processo è stato trasmesso su Rai 3 dal programma Un giorno in pretura, nelle puntate del 1º e dell'8 dicembre 2008.
Il 15 gennaio 2008 cominciò il processo di appello. Il 26 febbraio 2009 la corte di appello di Campobasso affermò le responsabilità di cinque imputati - due costruttori, il progettista, il tecnico comunale e il sindaco -, infliggendo loro pene tra i due e i sette anni.
La Corte di cassazione il 28 gennaio 2010 ha definitivamente stabilito la colpevolezza dei cinque imputati. Inoltre, ha confermato la condanna a 2 anni e 11 mesi per l'ex sindaco di San Giuliano di Puglia, Antonio Borrelli, e ha disposto che per altri quattro imputati - Giuseppe La Serra (progettista della sopraelevazione crollata) e Mario Marinaro (tecnico del Comune) e i costruttori Giovanni Martino e Carmine Abiuso - sia rideterminata l'entità della pena dalla Corte di appello di Salerno. «Volevamo dei responsabili e ora ci sono - ha detto Antonio Morelli, portavoce dei genitori delle piccole vittime, commentando la sentenza della Cassazione - volevamo giustizia e verità e l'abbiamo avuta».
A San Giuliano di Puglia è poi stata costruita una nuova scuola, e in tutta Italia, a seguito di interventi legislativi rapidamente varati dopo questa tragedia che ha indignato tutto il Paese, si è proceduto a ridisegnare le mappe del rischio sismico e a definire quali edifici pubblici debbano essere sottoposti ad interventi di adeguamento alle norme di sicurezza antisismiche.
La tragica vicenda di San Giuliano di Puglia, con i suoi risvolti umani, mediatici e legislativi, è ricostruita in un'inchiesta di Caterina Stagno e Silvia Tortora per La Storia siamo noi (Rai Edu) e successivamente anche dal programma Report di Rai 3.
Nel 2012, nel decennale della tragedia e in occasione della "Giornata della Memoria" di San Giuliano di Puglia che si celebra il 31 ottobre di ogni anno, è stato dedicato un libro dal titolo: C'era una volta per sempre - una favola che non dovrebbe mai essere raccontata, Robin Edizioni, autrice Nadia Giannoni.

## Lista dei comuni colpiti
Dopo circa una settimana la Soprintendenza ai Beni culturali e la Protezione Civile poterono stilare una lista dei comuni che avevano riportato danni ad abitazioni ed edifici storici.
- Provincia di Campobasso:

Bonefro, Campolieto, Campomarino, Casacalenda, Castelbottaccio, Castellino del Biferno, Castelmauro, Colletorto, Guardialfiera, Guglionesi, Larino, Limosano, Lucito, Lupara, Macchia Valfortore, Matrice, Montagano, Montelongo, Montenero di Bisaccia, Montorio nei Frentani, Morrone del Sannio, Petacciato, Petrella Tifernina, Portocannone, Provvidenti, Ripabottoni, Rotello, San Giacomo degli Schiavoni, San Giovanni in Galdo, San Giuliano di Puglia, San Martino in Pensilis, Sant'Elia a Pianisi, Santa Croce di Magliano, Termoli, Ururi.
- Provincia di Foggia:

Carlantino, Casalnuovo Monterotaro, Celenza Valfortore, Chieuti,  Foggia, Lesina, Lucera, San Paolo di Civitate, San Severo, Serracapriola, Torremaggiore, Sannicandro Garganico, Carpino e in piccola parte Volturara Appula, Pietramontecorvino, Castelnuovo della Daunia.

## La polemica dei fondi
Nell'ottobre del 2007 un sito internet di Termoli, primonumero.it, denunciò la presunta cattiva gestione della quantità di fondi arrivati, oltre che per il terremoto, anche per l'alluvione che nel 2003 che colpì duramente la città bassomolisana: in particolare essi sarebbero stati usati solo in minima parte per le zone del cratere, mentre il resto sarebbe servito per altri progetti, alcuni dei quali ben poco attinenti all'emergenza.
Nel giugno del 2008 sorse una nuova discussione sulla fine dei fondi anticipata di sei mesi (fine giugno invece di fine dicembre) da parte di Giulio Tremonti, ministro dell'economia del governo Berlusconi IV, per finanziare l'abolizione dell'ICI sulla prima casa.
Il 1º gennaio 2009 i tredici sindaci dei comuni molisani colpiti dal terremoto del 2002 si dimisero  insieme ai colleghi pugliesi di Casalnuovo Monterotaro e Pietramontecorvino mediante una lettera al Prefetto di Campobasso. La motivazione è di protestare per il mancato varo in Parlamento di un provvedimento sulla questione dei tributi e contributi sospesi dopo il sisma di sei anni prima e di cui il Governo chiedeva la restituzione.